# العلاقات التركية الموزمبيقية
العلاقات التركية الموزمبيقية هي العلاقات الثنائية التي تجمع بين تركيا وموزمبيق.

## مقارنة بين البلدين
هذه مقارنة عامة ومرجعية للدولتين:
| وجه المقارنة                                              | تركيا         | موزمبيق          |
| --------------------------------------------------------- | ------------- | ---------------- |
| المساحة (كم2)                                             | 783.56 ألف    | 801.59 ألف       |
| عدد السكان (نسمة)                                         | 80.14 مليون   | 29.67 مليون      |
| الكثافة السكانية (ن./كم²)                                 | 102.28        | 37.01            |
| العاصمة                                                   | أنقرة         | مابوتو           |
| اللغة الرسمية                                             | اللغة التركية | اللغة البرتغالية |
| العملة                                                    | ليرة تركية    | متكال موزمبيقي   |
| الناتج المحلي الإجمالي (بليون دولار)                      | 851.10 مليار  | 12.33 مليار      |
| الناتج المحلي الإجمالي (تعادل القوة الشرائية) بليون دولار | 1.57 تريليون  | 33.35 مليار      |
| الناتج المحلي الإجمالي الاسمي للفرد دولار أمريكي          | 9.12 ألف      | 529              |
| الناتج المحلي الإجمالي للفرد دولار أمريكي                 | 19.79 ألف     | 1.13 ألف         |
| مؤشر التنمية البشرية                                      | 0.761         | 0.416            |
| رمز المكالمات الدولي                                      | +90           | +258             |
| رمز الإنترنت                                              | .tr           | .mz              |
| المنطقة الزمنية                                           | ت ع م+03:00   | ت ع م+02:00      |

## منظمات دولية مشتركة
يشترك البلدان في عضوية مجموعة من المنظمات الدولية، منها:
| علم المنظمة | اسم المنظمة                               | تاريخ انضمام تركيا | تاريخ انضمام موزمبيق |
| ----------- | ----------------------------------------- | ------------------ | -------------------- |
|             | الاتحاد البريدي العالمي                   | ?                  | ?                    |
|             | مؤسسة التنمية الدولية                     | 22 ديسمبر 1960     | 24 سبتمبر 1984       |
|             | منظمة حظر الأسلحة الكيميائية              | ?                  | ?                    |
|             | منظمة التجارة العالمية                    | 26 مارس 1995       | ?                    |
|             | الأمم المتحدة                             | 24 أكتوبر 1945     | 16 سبتمبر 1975       |
|             | وكالة ضمان الاستثمار متعدد الأطراف        | 3 يونيو 1988       | 23 نوفمبر 1994       |
|             | منظمة الشرطة الجنائية الدولية             | ?                  | ?                    |
|             | مؤسسة التمويل الدولية                     | 19 ديسمبر 1956     | 24 سبتمبر 1984       |
|             | المنظمة الهيدروغرافية الدولية             | ?                  | ?                    |
|             | الاتحاد الدولي للاتصالات                  | 1866               | 4 نوفمبر 1975        |
|             | البنك الدولي للإنشاء والتعمير             | 11 مارس 1947       | 24 سبتمبر 1984       |
|             | البنك الإفريقي للتنمية                    | ?                  | ?                    |
|             | منظمة التعاون الإسلامي                    | 25 سبتمبر 1969     | ?                    |
|             | المركز الدولي لتسوية المنازعات الاستشارية | 2 أبريل 1989       | 7 يوليو 1995         |
|             | يونسكو                                    | 4 نوفمبر 1946      | 11 أكتوبر 1976       |

## وصلات خارجية
- موقع وزارة الخارجية التركية
- موقع وزارة الخارجية الموزمبيقية